# 2017 en sport hippique
| Années du sport hippique : 2014 - 2015 - 2016 - 2017 - 2018 - 2019 - 2020    |
| Décennies du sport hippique : 1980 - 1990 - 2000 - 2010 - 2020 - 2030 - 2040 |

Cet article résume les faits marquants de l'année 2017 dans le sport hippique.

## Courses de plat

### Ratings
Les dix plus hauts ratings décernés par la FIAH.
| Rang | Cheval         | Nationalité | Père             | Rating | Distance | Surface | Performance de référence      |
| 1    | Arrogate       | États-Unis  | Unbridled's Song | 134    | 2000     | Dirt    | 1er Dubai World Cup           |
| 2    | Winx           | Australie   | Street Cry       | 132    | 2050     | Turf    | 1er Cox Plate                 |
| 3    | Cracksman      | Royaume-Uni | Frankel          | 130    | 2000     | Turf    | 1er Champion Stakes           |
| 3    | Gun Runner     | États-Unis  | Candy Ride       | 130    | 2000     | Dirt    | 1er Breeders' Cup Classic     |
| 5    | Enable         | Royaume-Uni | Singspiel        | 128    | 2400     | Turf    | 1er Prix de l'Arc de Triomphe |
| 6    | Ulysses        | Royaume-Uni | Galileo          | 127    | 2000     | Turf    | 1er Eclipse Stakes            |
| 7    | Cloth of Stars | France      | Sea The Stars    | 126    | 2400     | Turf    | 2e Prix de l'Arc de Triomphe  |
| 7    | Harry Angel    | Royaume-Uni | Dark Angel       | 126    | 1200     | Turf    | 1er July Cup                  |
| 9    | Collected      | États-Unis  | City Zip         | 124    | 2000     | Dirt    | 2e Breeders' Cup Classic      |
| 9    | Ribchester     | Royaume-Uni | Iffraaj          | 124    | 1600     | Turf    | 1er Queen Anne Stakes         |

### Récompenses

#### Europe
Cartier Racing Awards
| Cheval de l'année          | Enable             | Royaume-Uni |
| Meilleur cheval d'âge      | Ulysses            | Royaume-Uni |
| Meilleur poulain de 3 ans  | Cracksman          | Royaume-Uni |
| Meilleur pouliche de 3 ans | Enable             | Royaume-Uni |
| Meilleur poulain de 2 ans  | US Navy Flag       | Irlande     |
| Meilleur pouliche de 2 ans | Happily            | Irlande     |
| Meilleur sprinter          | Harry Angel        | Royaume-Uni |
| Meilleur stayer            | Order of St George | Irlande     |

|                                               | France                     | Royaume-Uni              | Irlande             |
| Cravache d'or (par victoires)                 | Christophe Soumillon (306) | Silvestre de Sousa (155) | Colin Keane (100)   |
| Tête de liste des entraîneurs (par victoires) | André Fabre                |                          | Aidan O'Brien (102) |
| Tête de liste des entraîneurs (par gains)     | André Fabre                |                          |                     |
| Tête de liste des propriétaires (par gains)   | Khalid Abdullah            |                          | Godolphin           |
| Tête de liste des étalons (par gains)         | Nathaniel                  | Galileo                  | Galileo             |

#### États-Unis
Eclipse Awards
| Cheval de l'année                   | Gun Runner        | États-Unis |
| Meilleur poulain de 3 ans           | West Coast        | États-Unis |
| Meilleur pouliche de 3 ans          | Abel Tasman       | États-Unis |
| Meilleur poulain de 2 ans           | Good Magic        | États-Unis |
| Meilleur pouliche de 2 ans          | Caledonia Road    | États-Unis |
| Cheval de l'année sur le gazon      | World Approval    | États-Unis |
| Jument de l'année sur le gazon      | Lady Eli          | États-Unis |
| Cheval d'âge de l'année sur le dirt | Gun Runner        | États-Unis |
| Jument d'âge de l'année sur le dirt | Forever Unbridled | États-Unis |
| Meilleur sprinter                   | Roy H             | États-Unis |
| Meilleur sprinteuse                 | Unique Bella      | États-Unis |

#### Autres pays
|                   | Japon         | Australie |
| Cheval de l'année | Kitasan Black | Winx      |

### Résultats des courses deGroupe 1

#### En Europe
| Course                                    | Pays        | Hippodrome   | Vainqueur          | Pays        | Père              | Jockey                | Entraîneur             | Propriétaire                    |
| ----------------------------------------- | ----------- | ------------ | ------------------ | ----------- | ----------------- | --------------------- | ---------------------- | ------------------------------- |
| 2000 Guineas Stakes                       | Royaume-Uni | Newmarket    | Churchill          | Irlande     | Galileo           | Ryan Moore            | Aidan O'Brien          | D.Smith, S.Magnier & M.Tabor    |
| 1000 Guineas Stakes                       | Royaume-Uni | Newmarket    | Winter             | Irlande     | Galileo           | Wayne Lordan          | Aidan O'Brien          | D.Smith, S.Magnier & M.Tabor    |
| Prix Ganay                                | France      | Longchamp    | Cloth of Stars     | France      | Sea The Stars     | M.Barzalona           | André Fabre            | Godolphin                       |
| Lockinge Stakes                           | Royaume-Uni | Newbury      | Ribchester         | Royaume-Uni | Iffraaj           | William Buick         | Richard Fahey          | Godolphin                       |
| Poule d'essai des pouliches               | France      | Deauville    | Précieuse          | France      | Tamayuz           | Olivier Peslier       | Fabrice Chappet        | Anne-Marie Hayes                |
| Poule d'essai des poulains                | France      | Deauville    | Brametot           | France      | Rajsaman          | Cristian Demuro       | Jean-Claude Rouget     | Al Shaqab Racing                |
| Irish 1000 Guineas Stakes                 | Irlande     | Curragh      | Churchill          | Irlande     | Galileo           | Ryan Moore            | Aidan O'Brien          | D.Smith, S.Magnier & M.Tabor    |
| Irish 2000 Guineas Stakes                 | Irlande     | Curragh      | Winter             | Irlande     | Galileo           | Ryan Moore            | Aidan O'Brien          | D.Smith, S.Magnier & M.Tabor    |
| Tattersalls Gold Cup                      | Irlande     | Curragh      | Decorated Knight   | Royaume-Uni | Galileo           | Andrea Atzeni         | Roger Charlton         | Al Homaizi & Al Sagar           |
| Prix Saint-Alary                          | France      | Longchamp    | Sobetsu            | Royaume-Uni | Dubawi            | William Buick         | Charlie Appleby        | Godolphin                       |
| Prix d'Ispahan                            | France      | Longchamp    | Mekhtaal           | France      | Sea The Stars     | Gregory Benoist       | Jean-Claude Rouget     | Al Shaqab Racing                |
| Coronation Cup                            | Royaume-Uni | Epsom        | Highland Reel      | Irlande     | Galileo           | Ryan Moore            | Aidan O'Brien          | D.Smith, S.Magnier & M.Tabor    |
| Oaks d'Epsom                              | Royaume-Uni | Epsom        | Enable             | Royaume-Uni | Nathaniel         | Lanfranco Dettori     | John Gosden            | Khalid Abdullah                 |
| Derby d'Epsom                             | Royaume-Uni | Epsom        | Wings of Eagles    | Irlande     | Pour Moi          | Padraig Beggy         | Aidan O'Brien          | D.Smith, S.Magnier & M.Tabor    |
| Prix du Jockey Club                       | France      | Chantilly    | Brametot           | France      | Rajsaman          | Cristian Demuro       | Jean-Claude Rouget     | Al Shaqab Racing                |
| St. James's Palace Stakes                 | Royaume-Uni | Ascot        | Barney Roy         | Royaume-Uni | Excelebration     | James Doyle           | Richard Hannon         | Godolphin                       |
| Queen Anne Stakes                         | Royaume-Uni | Ascot        | Ribchester         | Royaume-Uni | Iffraaj           | William Buick         | Richard Fahey          | Godolphin                       |
| King's Stand Stakes                       | Royaume-Uni | Ascot        | Lady Aurelia       | États-Unis  | Scat Daddy        | John Velasquez        | Wesley Ward            | Stonestreet Stables & G. Bolton |
| Prince of Wales's Stakes                  | Royaume-Uni | Ascot        | Highland Reel      | Irlande     | Galileo           | Ryan Moore            | Aidan O'Brien          | D.Smith, S.Magnier & M.Tabor    |
| Gold Cup                                  | Royaume-Uni | Ascot        | Big Orange         | Royaume-Uni | Duke of Marmalade | James Doyle           | Michael Bell           | Bill Gredley                    |
| Commonwealth Cup                          | Royaume-Uni | Ascot        | Caravaggio         | Irlande     | Scat Daddy        | Ryan Moore            | Aidan O'Brien          | D.Smith, S.Magnier, M.Tabor     |
| Coronation Stakes                         | Royaume-Uni | Ascot        | Winter             | Irlande     | Galileo           | Ryan Moore            | Aidan O'Brien          | D.Smith, S.Magnier, M.Tabor     |
| Diamond Jubilee Stakes                    | Royaume-Uni | Ascot        | The Tin Man        | Royaume-Uni | Equiano           | Tom Queally           | James Fanshawe         | Fred Archer Racing & Ormonde    |
| Prix de Diane                             | France      | Chantilly    | Senga              | France      | Blame             | Stéphane Pasquier     | Pascal Bary            | Famille Niárchos                |
| Irish Derby                               | Irlande     | Curragh      | Capri              | Irlande     | Galileo           | J.A. Heffernan        | Aidan O'Brien          | D.Smith, S.Magnier & M.Tabor    |
| Pretty Polly Stakes                       | Irlande     | Curragh      | Nezwaah            | Royaume-Uni | Dubawi            | Andrea Atzeni         | Roger Varian           | Cheikh A. Al Maktoum            |
| Grand Prix de Saint-Cloud                 | France      | Saint-Cloud  | Zarak              | France      | Dubawi            | Christophe Soumillon  | Alain de Royer-Dupré   | S.A. Aga Khan                   |
| Eclipse Stakes                            | Royaume-Uni | Epsom        | Ulysses            | Royaume-Uni | Galileo           | Jim Crowley           | Sir Michael Stoute     | Flaxman Stables                 |
| Deutsches Derby                           | Allemagne   | Hambourg     | Windstoss          | Allemagne   | Shirocco          | Maxim Pecheur         | Markus Klug            | Gestüt Rottgen                  |
| Prix Jean Prat                            | France      | Deauville    | Thunder Snow       | Royaume-Uni | Helmet            | Christophe Soumillon  | Saeed Bin Suroor       | Écurie Godolphin                |
| Falmouth Stakes                           | Royaume-Uni | Newmarket    | Roly Poly          | Irlande     | War Front         | Ryan Moore            | Aidan O'Brien          | D.Smith, S.Magnier & M.Tabor    |
| July Cup                                  | Royaume-Uni | Newmarket    | Harry Angel        | Royaume-Uni | Dark Angel        | Adam Kirby            | Clive Cox              | Godolphin                       |
| Grand Prix de Paris                       | France      | Longchamp    | Shakeel            | France      | Dalakhani         | Christophe Soumillon  | Alain de Royer-Dupré   | HH Aga Khan IV                  |
| Irish Oaks                                | Irlande     | Curragh      | Enable             | Royaume-Uni | Nathaniel         | Lanfranco Dettori     | John Gosden            | Khalid Abdullah                 |
| King George VI & Queen Elizabeth S.       | Royaume-Uni | Ascot        | Enable             | Royaume-Uni | Nathaniel         | Lanfranco Dettori     | John Gosden            | Khalid Abdullah                 |
| Bayerisches Zuchtrennen                   | Allemagne   | Munich       | Iquitos            | Allemagne   | Adlerflug         | Daniele Porcu         | Hans-Jurgen Groschel   | Stall Mulligan                  |
| Prix Rothschild                           | France      | Deauville    | Roly Poly          | Irlande     | War Front         | Ryan Moore            | Aidan O'Brien          | D.Smith, S.Magnier & M.Tabor    |
| Goodwood Cup                              | Royaume-Uni | Goodwood     | Stradivarius       | Royaume-Uni | Sea The Stars     | Andrea Atzeni         | John Gosden            | Bjorn Nielsen                   |
| Sussex Stakes                             | Royaume-Uni | Goodwood     | Here Comes When    | Royaume-Uni | Danehill Dancer   | Jim Crowley           | Andrew Balding         | Fitri Hay                       |
| Nassau Stakes                             | Royaume-Uni | Goodwood     | Winter             | Irlande     | Galileo           | Ryan Moore            | Aidan O'Brien          | D.Smith, S.Magnier & M.Tabor    |
| Prix Maurice de Gheest                    | France      | Deauville    | Brando             | Royaume-Uni | Pivotal           | Tom Eaves             | Kevin Ryan             | Angie Bailey                    |
| Preis der Diana                           | Allemagne   | Düsseldorf   | Lacazar            | Allemagne   | Adlerflug         | Andrasch Starke       | Peter Schiergen        | Gestüt Haus Zoppenbroich        |
| Phoenix Stakes                            | Irlande     | Curragh      | Sioux Nation       | Irlande     | Scat Daddy        | Ryan Moore            | Aidan O'Brien          | D.Smith, S.Magnier & M.Tabor    |
| Prix Jacques Le Marois                    | France      | Deauville    | Al Wukair          | France      | Dream Ahead       | Frankie Dettori       | André Fabre            | Al Shaqab Racing                |
| Grosser Preis von Berlin                  | Allemagne   | Hoppegarten  | Dschingis Secret   | Allemagne   | Soldier Hollow    | Adrienus de Vries     | Markus Klug            | Horst Pudwill                   |
| Prix Morny                                | France      | Deauville    | Unfortunately      | Royaume-Uni | Society Rock      | Tony Piccone          | Karl Burke             | Laughton & Burke                |
| Prix Jean Romanet                         | France      | Deauville    | Ajman Princess     | Royaume-Uni | Teofilo           | Andrea Atzeni         | Roger Varian           | Cheik M-Obaid Al Maktoum        |
| International Stakes                      | Royaume-Uni | York         | Ulysses            | Royaume-Uni | Galileo           | Jim Crowley           | Sir Michael Stoute     | Flaxman Stables                 |
| Yorkshire Oaks                            | Royaume-Uni | York         | Enable             | Royaume-Uni | Nathaniel         | Lanfranco Dettori     | John Gosden            | Khalid Abdullah                 |
| Nunthorpe Stakes                          | Royaume-Uni | York         | Marsha             | Royaume-Uni | Acclamation       | Luke Morris           | Mark Prescott          | Elite Racing Club               |
| Grosser Preis Von Baden                   | Allemagne   | Baden-Baden  | Guignol            | Allemagne   | Cape Cross        | Filip Minarik         | Jean-Pierre Carvalho   | Stall Ullmann                   |
| Sprint Cup                                | Royaume-Uni | Haydock Park | Harry Angel        | Royaume-Uni | Dark Angel        | Adam Kirby            | Clive Cox              | Godolphin                       |
| Prix du Moulin de Longchamp               | France      | Longchamp    | Ribchester         | Royaume-Uni | Iffraaj           | James Doyle           | Richard Fahey          | Godolphin                       |
| St. Leger Stakes                          | Royaume-Uni | Doncaster    | Capri              | Irlande     | Galileo           | Ryan Moore            | Aidan O'Brien          | D.Smith, S.Magnier & M.Tabor    |
| Matron Stakes                             | Irlande     | Leopardstown | Hydrangea          | Irlande     | Galileo           | Wayne Lordan          | Aidan O'Brien          | D.Smith, S.Magnier & M.Tabor    |
| Irish Champion Stakes                     | Irlande     | Leopardstown | Decorated Knight   | Royaume-Uni | Galileo           | Andrea Atzeni         | Roger Charlton         | Al Homaizi & Al Sagar           |
| Prix Vermeille                            | France      | Longchamp    | Bateel             | Royaume-Uni | Dubawi            | Pierre-Charles Boudot | Francis-Henri Graffard | Al Asayl Bloodstock Ltd         |
| Moyglare Stud Stakes                      | Irlande     | Curragh      | Happily            | Irlande     | Galileo           | Wayne Lordan          | Aidan O'Brien          | D.Smith, S.Magnier & M.Tabor    |
| Irish St Leger                            | Irlande     | Curragh      | Order of St George | Irlande     | Galileo           | Ryan Moore            | Aidan O'Brien          | D.Smith, S.Magnier & M.Tabor    |
| Vincent O'Brien National Stakes           | Irlande     | Curragh      | Verbal Dexterity   | Irlande     | Vocalised         | Kevin Manning         | Jim Bolger             | Mme Jim Bolger                  |
| Preis von Europa                          | Allemagne   | Cologne      | Windstoss          | Allemagne   | Shirocco          | Adrien de Vries       | Markus Klug            | Gestüt Rottgen                  |
| Cheveley Park Stakes                      | Royaume-Uni | Newmarket    | Clemmie            | Irlande     | Galileo           | Ryan Moore            | Aidan O'Brien          | D.Smith, S.Magnier & M.Tabor    |
| Middle Park Stakes                        | Royaume-Uni | Newmarket    | US Navy Flag       | Irlande     | War Front         | J.-A.Heffernan        | Aidan O'Brien          | D.Smith, S.Magnier & M.Tabor    |
| Sun Chariot Stakes                        | Royaume-Uni | Newmarket    | Roly Poly          | Irlande     | Galileo           | Ryan Moore            | Aidan O'Brien          | D.Smith, S.Magnier & M.Tabor    |
| Prix du Cadran                            | France      | Longchamp    | Vazirabad          | France      | Manduro           | Christophe Soumillon  | Alain de Royer-Dupré   | S.A. Aga Khan                   |
| Prix de la Forêt                          | France      | Longchamp    | Aclaim             | Royaume-Uni | Acclamation       | Oisin Murphy          | Martyn Meade           | Canning Downs & Partners        |
| Prix de l'Abbaye de Longchamp             | France      | Longchamp    | Battaash           | Royaume-Uni | Dark Angel        | Jim Crowley           | Charles Hills          | Hamdan Al Maktoum               |
| Prix de l'Opéra                           | France      | Longchamp    | Rhododendron       | Irlande     | Galileo           | Jamie Heffernan       | Aidan O'Brien          | D.Smith, S.Magnier & M.Tabor    |
| Prix de Royallieu                         | France      | Longchamp    | The Juliet Rose    | France      | Monsun            | Stéphane Pasquier     | Nicolas Clément        | Markus Jooste                   |
| Prix Marcel Boussac                       | France      | Longchamp    | Wild Illusion      | Royaume-Uni | Dubawi            | James Doyle           | Charlie Appleby        | Godolphin                       |
| Prix Jean-Luc Lagardère                   | France      | Longchamp    | Happily            | Irlande     | Galileo           | Ryan Moore            | Aidan O'Brien          | D.Smith, S.Magnier & M.Tabor    |
| Prix de l'Arc de Triomphe                 | France      | Longchamp    | Enable             | Royaume-Uni | Nathaniel         | Lanfranco Dettori     | John Gosden            | Khalid Abdullah                 |
| Fillies' Mile                             | Royaume-Uni | Ascot        | Laurens            | Royaume-Uni | Siyouni           | Patrick-J. Mc Donald  | Karl Burke             | John Dance                      |
| Dewhurst Stakes                           | Royaume-Uni | Newmarket    | US Navy Flag       | Irlande     | War Front         | Ryan Moore            | Aidan O'Brien          | D.Smith, S.Magnier & M.Tabor    |
| Queen Elizabeth II Stakes                 | Royaume-Uni | Ascot        | Persuasive         | Royaume-Uni | Dark Angel        | Frankie Dettori       | John Gosden            | Cheveley Park Stud              |
| Champion Stakes                           | Royaume-Uni | Ascot        | Cracksman          | Royaume-Uni | Frankel           | Lanfranco Dettori     | John Gosden            | Anthony E. Oppenheimer          |
| British Champions Sprint Stakes           | Royaume-Uni | Ascot        | Librisa Breeze     | Royaume-Uni | Mount Nelson      | Robert Winston        | Dean Ivory             | Tony Bloom                      |
| British Champions Fillies' and Mares' St. | Royaume-Uni | Ascot        | Hydrangea          | Irlande     | Galileo           | Ryan Moore            | Aidan O'Brien          | D.Smith, S.Magnier & M.Tabor    |
| Futurity Trophy                           | Royaume-Uni | Doncaster    | Saxon Warrior      | Irlande     | Deep Impact       | Ryan Moore            | Aidan O'Brien          | D.Smith, S.Magnier & M.Tabor    |
| Prix Royal-Oak                            | France      | Longchamp    | Ice Breeze         | France      | Nayef             | Vincent Cheminaud     | Pascal Bary            | Khalid Abdullah                 |
| Grosser Preis von Bayern                  | Allemagne   | Munich       | Guignol            | Allemagne   | Cape Cross        | Filip Minarik         | Jean-Pierre Carvalho   | Stall Ullman                    |

#### Hors Europe
| Course                              | Pays           | Hippodrome       | Vainqueur          | Pays           | Père             | Jockey               | Entraîneur            | Propriétaire                         |
| ----------------------------------- | -------------- | ---------------- | ------------------ | -------------- | ---------------- | -------------------- | --------------------- | ------------------------------------ |
| Pegasus World Cup                   | États-Unis     | Gulfstream Park  | Arrogate           | États-Unis     | Unbridled's Song | Mike E. Smith        | Bob Baffert           | Juddmonte Farms                      |
| Dubaï Golden Shaheen                | Dubaï          | Meydan           | Mind Your Biscuits | États-Unis     | Posse            | Joel Rosario         | Chad Summers          | J Stables, Head Of Plains & Co       |
| Dubaï Sheema Classic                | Dubaï          | Meydan           | Jack Hobbs         | Royaume-Uni    | Halling          | William Buick        | John Gosden           | Godolphin                            |
| Dubaï Turf                          | Dubaï          | Meydan           | Vivlos             | Japon          | Deep Impact      | João Moreira         | Yasuo Tomomichi       | Kasuhiro Sasaki                      |
| Dubaï World Cup                     | Dubaï          | Meydan           | Arrogate           | États-Unis     | Unbridled's Song | Mike E. Smith        | Bob Baffert           | Khalid Abdullah                      |
| Santa Anita Derby                   | États-Unis     | Santa Anita Park | Gormley            | États-Unis     | Malibu Moon      | Victor Espinoza      | John Shirreffs        | Jerry & Ann Moss                     |
| Satsuki Shō                         | Japon          | Nakayama         | Al Ain             | Japon          | Deep Impact      | Kohei Matsuyama      | Yasutoshi Ikee        | Sunday Racing Co. Ltd.               |
| Oka Shō                             | Japon          | Hanshin          | Reine Minoru       | Japon          | Daiwa Major      | Kenichi Ikezoe       | Masaru Honda          | Minoru Yoshioka                      |
| Queen Elizabeth II Cup              | Hong Kong      | Sha Tin          | Neorealism         | Japon          | Neo Universe     | João Moreira         | Noriyuki Hori         | U Carrot Farm                        |
| Kentucky Oaks                       | États-Unis     | Churchill Downs  | Abel Tasman        | États-Unis     | Quality Road     | Mike Smith           | Bob Baffert           | China Horse Club                     |
| Kentucky Derby                      | États-Unis     | Churchill Downs  | Always Dreaming    | États-Unis     | Bodemeister      | John Velazquez       | Todd Pletcher         | MeB Racing, Brooklyn Boyz & al       |
| Yūshun Himba                        | Japon          | Fuchū            | Soul Stirring      | Japon          | Frankel          | Christophe Lemaire   | Kazuo Fujisawa        | Shadai Horse Race Co                 |
| Tennō Shō (printemps)               | Japon          | Kyoto            | Kitasan Black      | Japon          | Black Tide       | Yutaka Take          | Hisashi Shimizu       | Ono Shoji                            |
| Man o'War Stakes                    | États-Unis     | Belmont Park     | Zhukova            | Irlande        | Fastnet Rock     | John Velazquez       | Dermot K. Weld        | Chantal Regalado-Gonzalez            |
| Preakness Stakes                    | États-Unis     | Pimlico          | Cloud Computing    | États-Unis     | Maclean's Music  | Javier Castellano    | Chad Brown            | Klaravich Stables & W. Lawrence      |
| Tokyo Yūshun (Derby Japonais)       | Japon          | Fuchū            | Rey de Oro         | Japon          | King Kamehameha  | Christophe Lemaire   | Kazuo Fujisawa        | U Carrot Farm                        |
| Belmont Stakes                      | États-Unis     | Belmont Park     | Tapwrit            | États-Unis     | Tapit            | Jose Ortiz           | Todd Pletcher         | Bridlewood Farm & Co.                |
| Durban July                         | Afrique du Sud | Greyville        | Marinaresco        | Afrique du Sud | Silvano          | Bernard Fayd'herbe   | Candice Bass-Robinson | Bryn Ressell & N. M. Shirtliff       |
| Arlington Million                   | États-Unis     | Arlington Park   | Beach Patrol       | États-Unis     | Lemon Drop Kid   | Joel Rosario         | Chad Brown            | Covello, Sheep Pond & Head Of Plains |
| Travers Stakes                      | États-Unis     | Saratoga         | West Coast         | États-Unis     | Flatter          | Mike E. Smith        | Bob Baffert           | Gary & Mary West                     |
| Woodward Stakes                     | États-Unis     | Saratoga         | Gun Runner         | États-Unis     | Candy Ride       | Florent Géroux       | Steve Asmussen        | Three Chimney & Winchell             |
| Sprinters Stakes                    | Japon          | Nakayama         | Red Falx           | Japon          | Swept Overboard  | Mirco Demuro         | Tomohito Ozeki        | Tokyo Horse Racing Co. Ltd           |
| Jockey Club Gold Cup                | États-Unis     | Belmont Park     | Diversify          | États-Unis     | Bellamy Road     | Irad Ortiz Jr.       | Richard Violette Jr.  | Lauren & Ralph Evans                 |
| Joe Hirsch Turf Classic Stakes      | États-Unis     | Belmont Park     | Beach Patrol       | États-Unis     | Lemon Drop Kid   | Joel Rosario         | Chad Brown            | J. Covello & Partners                |
| Canadian International Stakes       | Canada         | Woodbine         | Bullards Alley     | États-Unis     | Flower Alley     | Eurico Rosa da Silva | Tim Glyshaw           | Spalding, Wayne & McCubbins, Faron   |
| E.P. Taylor Stakes                  | Canada         | Woodbine         | Blonde Me          | Royaume-Uni    | Tamayuz          | Oisin Murphy         | Andrew Balding        | Barbara M. Keller                    |
| Shūka Shō                           | Japon          | Kyoto            | Deirdre            | Japon          | Harbinger        | Christophe Lemaire   | Mitsuru Hashida       | Toji Morita                          |
| Cox Plate                           | Australie      | Moonee Valley    | Winx               | Australie      | Street Cry       | Hugh Bowman          | Chris Waller          | Magic Bloodstock Racing & Co         |
| Kikuka Shō                          | Japon          | Kyoto            | Kiseki             | Japon          | Rulership        | Mirco Demuro         | Katsuhiko Sumii       | Tatsue Ishikawa                      |
| Tennō Shō (automne)                 | Japon          | Kyoto            | Kitasan Black      | Japon          | Black Tide       | Yutaka Take          | Hisashi Shimizu       | Ono Shoji                            |
| Breeders' Cup Juvenile Turf         | États-Unis     | Del Mar          | Mendelssohn        | Irlande        | Scat Daddy       | Ryan Moore           | Aidan O'Brien         | D.Smith, S.Magnier & M.Tabor         |
| Breeders' Cup Juvenile              | États-Unis     | Del Mar          | Good Magic         | États-Unis     | Curlin           | Jose Ortiz           | Chad Brown            | E Five Racing Th'Breds               |
| Breeders' Cup Juvenile Fillies Turf | États-Unis     | Del Mar          | Rushing Fall       | États-Unis     | More Than Ready  | Javier Castellano    | Chad Brown            | E Five Racing Thoroughbreds          |
| Breeders' Cup Juvenile Fillies      | États-Unis     | Del Mar          | Caledonia Road     | États-Unis     | Quality Road     | Mike E. Smith        | Ralph Nicks           | Zoom and Fish Stable & Co            |
| Breeders' Cup Filly & Mare Sprint   | États-Unis     | Del Mar          | Bar of Gold        | États-Unis     | Medaglia d'Oro   | Irad Ortiz, Jr       | John C. Kimmel        | M. Broman, Sr                        |
| Breeders' Cup Filly & Mare Turf     | États-Unis     | Del Mar          | Wuheida            | Royaume-Uni    | Dubawi           | William Buick        | Charlie Appleby       | Godolphin                            |
| Breeders' Cup Sprint                | États-Unis     | Del Mar          | Roy H              | États-Unis     | More Than Ready  | Kent Desormeaux      | Peter Miller          | Rockingham Ranch & Bernsen           |
| Breeders' Cup Turf Sprint           | États-Unis     | Del Mar          | Stormy Liberal     | États-Unis     | Stormy Atlantic  | Joel Rosario         | Peter Miller          | Rockingham Ranch                     |
| Breeders' Cup Dirt Mile             | États-Unis     | Del Mar          | Battle of Midway   | États-Unis     | Smart Strike     | Flavien Prat         | Jerry Hollendorfer    | Don Alberto Stable & Winstar         |
| Breeders' Cup Mile                  | États-Unis     | Del Mar          | World Approval     | États-Unis     | Northern Afleet  | John R. Velazquez    | Mark Casse            | Live Oak Plantation                  |
| Breeders' Cup Distaff               | États-Unis     | Del Mar          | Forever Unbridled  | États-Unis     | Unbridled's Song | John Velasquez       | Dallas Stewart        | Charles E. Fipke                     |
| Breeders' Cup Turf                  | États-Unis     | Del Mar          | Talismanic         | France         | Medaglia d'Oro   | Mickaël Barzalona    | André Fabre           | Godolphin                            |
| Breeders' Cup Classic               | États-Unis     | Del Mar          | Gun Runner         | États-Unis     | Candy Ride       | Florent Géroux       | Steve Asmussen        | Winchell T'Breds LLC & Co            |
| Melbourne Cup                       | Australie      | Flemington       | Rekindling         | Irlande        | High Chaparral   | Corey Brown          | Joseph O'Brien        | Lloyd Williams et al.                |
| Queen Elizabeth II Cup              | Japon          | Kyoto            | Mozu Katchan       | Japon          | Harbinger        | Mirco Demuro         | Ippo Sameshima        | Capital System Co. Ltd               |
| Japan Cup                           | Japon          | Fuchū            | Cheval Grand       | Japon          | Heart's Cry      | Hugh Bowman          | Yasuo Tomomichi       | Kazuhiro Sasaki                      |
| Hong Kong Sprint                    | Hong Kong      | Sha Tin          | Mr Stunning        | Australie      | Exceed and Excel | Nash Rawiller        | John Size             | Maurice Koo Win Chong                |
| Hong Kong Mile                      | Hong Kong      | Sha Tin          | Beauty Generation  | Australie      | Road to Rock     | Kevin-Derek Lung     | John Moore            | P. Kwok Ho Chuen                     |
| Hong Kong Vase                      | Hong Kong      | Sha Tin          | Highland Reel      | Irlande        | Galileo          | Ryan Moore           | Aidan O'Brien         | D.Smith, S.Magnier & M.Tabor         |
| Hong Kong Cup                       | Hong Kong      | Sha Tin          | Time Warp          | Royaume-Uni    | Achipenko        | Zac Purton           | Anthony S. Cruz       | M. Siu Kim Sun                       |
| Arima Kinen                         | Japon          | Nakayama         | Kitasan Black      | Japon          | Black Tide       | Yutaka Take          | Hisashi Shimizu       | Ono Shoji                            |

## Obstacles
| Date | Course                           | Discipline    | Hippodrome | Vainqueur | Pays   | Jockey        | Entraîneur        | Propriétaire   |
| ---- | -------------------------------- | ------------- | ---------- | --------- | ------ | ------------- | ----------------- | -------------- |
|      | Grand Steeple-Chase de Paris     | Steeple-Chase | Auteuil    | So French | France | James Reveley | Guillaume Macaire | Magalen Bryant |
|      | Prix Ferdinand Dufaure           | Steeple-Chase | Auteuil    |           |        |               |                   |                |
|      | Prix Alain du Breil              | Haies         | Auteuil    |           |        |               |                   |                |
|      | Grande Course de Haies d'Auteuil | Haies         | Auteuil    |           |        |               |                   |                |
|      | Grand Prix d'Automne             | Haies         | Auteuil    |           |        |               |                   |                |
|      | Prix Maurice Gillois             | Steeple-Chase | Auteuil    |           |        |               |                   |                |
|      | Prix Cambacérès                  | Haies         | Auteuil    |           |        |               |                   |                |
|      | Prix La Haye Jousselin           | Steeple-Chase | Auteuil    |           |        |               |                   |                |
|      | Prix Renaud du Vivier            | Haies         | Auteuil    |           |        |               |                   |                |

## Trot
| Course                             | Pays             | Hippodrome     | Vainqueur          | Pays       | Père               | Jockey/Driver            | Entraîneur            |
| ---------------------------------- | ---------------- | -------------- | ------------------ | ---------- | ------------------ | ------------------------ | --------------------- |
| Prix de Cornulier                  | France           | Vincennes      | Bellissima France  | France     | Blue Dream         | Matthieu Abrivard        | Matthieu Abrivard     |
| Prix d'Amérique                    | France           | Vincennes      | Bold Eagle         | France     | Ready Cash         | Franck Nivard            | Sébastien Guarato     |
| Prix de l'Île-de-France            | France           | Vincennes      | Bilibili           | France     | Niky               | Alexandre Abrivard       | Laurent-C. Abrivard   |
| Prix de France                     | France           | Vincennes      | Bold Eagle         | France     | Ready Cash         | Franck Nivard            | Sébastien Guarato     |
| Prix des Centaures                 | France           | Vincennes      | Dollar Macker      | France     | Saxo de Vandel     | Yoann Lebourgeois        | Philippe Allaire      |
| Critérium des Jeunes               | France           | Vincennes      | Écu Pierji         | France     | Tucson             | Mathieu Mottier          | Sébastien Guarato     |
| Prix de Paris                      | France           | Vincennes      | Bold Eagle         | France     | Ready Cash         | Franck Nivard            | Sébastien Guarato     |
| Prix de Sélection                  | France           | Vincennes      | Discours Joyeux    | France     | Goetmals Wood      | Damien Bonne             | Thierry Raffegeau     |
| Grand critérium de vitesse         | France           | Cagnes-sur-Mer | Timoko             | France     | Imoko              | Björn Goop               | Richard Westerink     |
| Gran Premio Costa Azzurra          | Italie           | Turin          | Un Mec d'Héripré   | France     | Orlando Vici       | Jos Verbeeck             | Fabrice Souloy        |
| Seinäjoki Race                     | Finlande         | Seinäjoki      | Twister Bi         | Italie     | Varenne            | Christoffer Eriksson     | Jerry Riordan         |
| Prix de l'Atlantique               | France           | Enghien        | Bold Eagle         | France     | Ready Cash         | Franck Nivard            | Sébastien Guarato     |
| Gran Premio Tito Giovanardi        | Italie           | Modena         | Vivid Wise As      | Italie     | Yankee Glide       | Enrico Bellei            | Marco Smorgon         |
| Paralympiatravet                   | Suède            | Åby            | Lionel             | Norvège    | Look de Star       | Gøran Antonsen           | Daniel Redén          |
| Konung Gustaf V:s Pokal            | Suède            | Åby            | Diamanten          | Suède      | Adrian Chip        | Christoffer Eriksson     | Robert Bergh          |
| Drottning Silvias Pokal            | Suède            | Åby            | Cash Crowe         | Suède      | Ready Cash         | Johnny Takter            | Petri Puro            |
| Gran Premio Freccia d'Europa       | Italie           | Napoli         | Toseland Kyu       | Italie     | Love You           | Roberto Andreghetti      | Umberto Todisco       |
| Finlandia Ajo                      | Finlande         | Vermo          | D.D'S Hitman       | États-Unis | Donato Hanover     | Ulf Ohlsson              | Petri Puro            |
| Saint-Léger des Trotteurs          | France           | Caen           | Eiffel Tower       | France     | Ready Cash         | David Thomain            | Jean-Michel Bazire    |
| Elitloppet                         | Suède            | Solvalla       | Timoko             | France     | Imoko              | Björn Goop               | Richard Westerink     |
| Gran Premio Citta' di Napoli       | Italie           | Agnano         | Vitruvio           | Italie     | Adrian Chip        | Pietro Gubellini         | Alessandro Gocciadoro |
| Grand Prix d'Oslo                  | Norvège          | Bjerke         | Twister Bi         | Italie     | Varenne            | Christoffer Eriksson     | Jerry Riordan         |
| Kymi Grand Prix                    | Finlande         | Kouvola        | Carabinieri        | Suède      | Wellino Boko       | Johan Untersteiner       | Peter Untersteiner    |
| Norrbottens Stora Pris             | Suède            | Boden          | Propulsion         | États-Unis | Muscle Hill        | Örjan Kihlström          | Daniel Redén          |
| Prix René Ballière                 | France           | Vincennes      | Bold Eagle         | France     | Ready Cash         | Franck Nivard            | Sébastien Guarato     |
| Prix Albert Viel                   | France           | Vincennes      | Eros du Chêne      | France     | Un Amour d'Haufor  | Matthieu Abrivard        | Julien Le Mer         |
| Prix du Président de la République | France           | Vincennes      | Draft Life         | France     | Ubriaco            | Éric Raffin              | Louis Baudron         |
| Prix d'Essai                       | France           | Vincennes      | Eye of The Storm   | France     | Village Mystic     | Yoann Lebourgeois        | Philippe Allaire      |
| Gran Premio Tino Triossi           | Italie           | Capanelle      | Dijon              | France     | Ganymède           | Romain Derieux           | Romain Derieux        |
| Gran Premio Gaetano Turilli        | Italie           | Capanelle      | Timone Ek          | Italie     | Mr. Vic            | Enrico Bellei            | Philippe Billard      |
| Gran Premio Nazionale              | Italie           | La Maura       | Vivid Wise As      | Italie     | Yankee Glide       | Enrico Bellei            | Marco Smorgon         |
| E3 Långa                           | Suède            | Färjestad      | Coin Perdu         | Suède      | SJ's Caviar        | Erik Adielsson           | Svante Båth           |
| Suur-Hollola-Ajo                   | Finlande         | Lahti          | Venice             | Finlande   | Quite Easy         | Mika Forss               | Heikki Korhonen       |
| Sprintermästaren                   | Suède            | Halmstad       | Diamanten          | Suède      | Adrian Chip        | Christoffer Eriksson     | Robert Bergh          |
| Mémorial Ulf Thoresen              | Norvège          | Jarlsberg      | Twister Bi         | Italie     | Varenne            | Christoffer Eriksson     | Jerry Riordan         |
| St. Michel Ajo                     | Finlande         | Mikkeli        | Midnight Hour      | Finlande   | Diesel Don         | Iikka Nurmonen           | Ossi Nurmonen         |
| Stochampionatet                    | Suède            | Axevalla       | Ultra Bright       | Suède      | Zola Boko          | Fredrik Persson          | Fredrik Persson       |
| Hugo Åbergs Memorial               | Suède            | Jägersro       | Propulsion         | États-Unis | Muscle Hill        | Örjan Kihlström          | Daniel Redén          |
| Grand Prix de Wallonie             | Belgique         | Mons           | Bold Eagle         | France     | Ready Cash         | Franck Nivard            | Sébastien Guarato     |
| Hambletonian                       | États-Unis       | Meadowlands    | Perfect Spirit     | États-Unis | Andover Hall       | Åke Svanstedt            | Åke Svanstedt         |
| John Cashman, Jr. Memorial         | États-Unis       | Meadowlands    | Resolve            | États-Unis | Muscle Hill        | Åke Svanstedt            | Åke Svanstedt         |
| Åby Stora Pris                     | Suède            | Åby            | Midnight Hour      | Finlande   | Diesel Don         | Iikka Nurmonen           | Ossi Nurmonen         |
| Jubileumspokalen                   | Suède            | Solvalla       | Readly Express     | Suède      | Ready Cash         | Jorma Kontio             | Timo Nurmos           |
| Championnat européen des juments   | Suède            | Solvalla       | I Love Paris       | Norvège    | Steinlager         | Johnny Takter            | Björn Goop            |
| Gran Premio Citta' di Montecatini  | Italie           | Montecatini    | Timone Ek          | Italie     | Mr. Vic            | Enrico Bellei            | Philippe Billard      |
| Sundsvall Open Trot                | Suède            | Bergsåker      | Ringostarr Treb    | Italie     | Classic Photo      | Wilhelm Paal             | Jerry Riordan         |
| Dansk Hoppe Derby                  | Danemark         | Charlottenlund | Bikini             | Danemark   | Great Challenger   | Peter Ingves             | Jeppe Juel            |
| Danskt Trav-Derby                  | Danemark         | Charlottenlund | Bvlgari Peak       | Danemark   | Ready Cash         | Steen Juul               | Steen Juul            |
| Critérium des 4 ans                | France           | Vincennes      | Darling de Reux    | France     | Prodigious         | David Thomain            | Sébastien Guarato     |
| Critérium des 5 ans                | France           | Vincennes      | Carat Williams     | France     | Prodigious         | David Thomain            | Sébastien Guarato     |
| Campionato Europeo                 | Italie           | Cesena         | Timone Ek          | Italie     | Mr. Vic            | Enrico Bellei            | Philippe Billard      |
| Grand Derby finlandais             | Finlande         | Vermo          | Benjamin Evo       | Finlande   | Kadabra            | Veijo Heiskanen          | Veijo Heiskanen       |
| Traber Derby                       | Allemagne        | Mariendorf     | Tsunami Diamant    | Pays-Bas   | Robin Bakker       | Gustav Diamant           | Paul Hagoort          |
| Svenskt Travderby                  | Suède            | Malmö          | Cyber Lane         | Suède      | Raja Mirchi        | Johan Untersteiner       | Johan Untersteiner    |
| Norsk Travkriterium                | Norvège          | Bjerke         | Hard Times         | Norvège    | Coktail Jet        | Ulf Ohlsson              | Ola Åsebö             |
| Norsk Travderby                    | Norvège          | Bjerke         | Cokstile           | Norvège    | Quite Easy         | Lars Anvar Kolle         | Jan Kristian Waaler   |
| Prix de l'Étoile                   | France           | Vincennes      | Écu Pierji         | France     | Tucson             | Mathieu Mottier          | Sébastien Guarato     |
| Prix de Normandie                  | France           | Vincennes      | Cassate            | France     | Néoh Jiel          | Adrien Lamy              | Jean-Luc Dersoir      |
| Svenskt Travkriterium              | Suède            | Solvalla       | Villiam            | Suède      | Muscle Hill        | Jorma Kontio             | Timo Nurmos           |
| Svenskt Trav-Oaks                  | Suède            | Solvalla       | Candy La Marc      | Suède      | Scarlet Knight     | Erik Adielsson           | Lars Marcussen        |
| UET Trotting Masters               | Union européenne | Vincennes      | Aubrion du Gers    | France     | Memphis du Rib     | Jean-Michel Bazire       | Jean-Michel Bazire    |
| Prix des Élites                    | France           | Vincennes      | Cyprien des Bordes | France     | Ouragan de Celland | Jean-Loïc-Claude Dersoir | Joël Hallais          |
| Gran Premio Continentale           | Italie           | Bologna        | Urlo dei Venti     | Italie     | Mago d'Amore       | Enrico Bellei            | Gennaro Casillo       |
| Critérium de trot finlandais       | Finlande         | Tampere        | Run For Royalty    | Finlande   | RC Royalty         | Hannu Torvinen           | Mathias Furuhjelm     |
| Championnat européen des 3 ans     | Union européenne | Solvalla       | Vamp Kronos        | Suède      | Ready Cash         | Björn Goop               | Jerry Riordan         |
| Grand Prix de l'UET                | Union européenne | Solvalla       | Drôle de Jet       | France     | Coktail Jet        | Pierre Vercruysse        | Pierre Vercruysse     |
| Championnat européen des 5 ans     | Union européenne | Solvalla       | Readly Express     | Suède      | Ready Cash         | Jorma Kontio             | Timo Nurmos           |
| Derby Italien                      | Italie           | Agnano         | Valchiria Op       | Italie     | Ideale Luis        | Roberto Andreghetti      | Alessandro Gocciadoro |
| Oaks del Trotto                    | Italie           | Agnano         | Vanesia Ek         | Italie     | Exploit Caf        | Pietro Gubellini         | Alessandro Gocciadoro |
| International Trot                 | États-Unis       | Yonkers        | Twister Bi         | Italie     | Varenne            | Christoffer Eriksson     | Jerry Riordan         |
| Breeders' Crown Open               | États-Unis       | Pocono Downs   | Hannelore Hanover  | États-Unis | Swan For All       | Yannick Gingras          | Ron Burke             |
| Gran Premio Delle Nazioni          | Italie           | Turin          | Uza Josselyn       | Suisse     | Love You           | Gabriele Gelormini       | René Aebischer        |
| Gran Premio Orsi Mangelli          | Italie           | La Maura       | Vitruvio           | Italie     | Adrian Chip        | Alessandro Giociadoro    | Alessandro Giociadoro |
| Palio Dei Comuni                   | Italie           | Montegiorgio   | Peace of Mind      | Italie     | Uronometro         | Alessandro Gocciadoro    | Alessandro Giociadoro |
| Svensk Uppfödningslöpning          | Suède            | Jägersro       | Global Welcome     | Suède      | SJ's Caviar        | Erik Adielsson           | Svante Båth           |
| Gran Premio d'Europa               | Italie           | Agnano         | Urlo dei Venti     | Italie     | Mago d'Amore       | Enrico Bellei            | Gennaro Casillo       |
| Critérium des 3 ans                | France           | Vincennes      | Erminig d'Oliverie | France     | Scipion du Goutier | Franck Nivard            | Franck Leblanc        |
| Prix de Vincennes                  | France           | Vincennes      | Éveil du Châtelet  | France     | Very Look          | Jean-Yann Ricart         | Jean-Michel Bazire    |
| Critérium Continental              | France           | Vincennes      | Doria Desbois      | France     | In Love With You   | Matthieu Abrivard        | Christophe Feyte      |

## Faits marquants

### Janvier
- 29 janvier : Le crack Bold Eagle remporte le Prix d'Amérique.

### Mai
- 14 mai ; Cristian Demuro et le favori Brametot s'imposent dans la Poule d'Essai des Poulains[1]. La Poule d'Essai des pouliches est enlevée par l'outsider Précieuse à 29 contre 1 montée par Olivier Peslier[2],[3].

### Juin
- 4 juin : Brametot remporte le prix du Jockey Club d'une courte tête devant le futur gagnant du prix de l'Arc de Triomphe Waldgeist[2].

### Octobre
- 1er octobre : Enable, montée par Lanfranco Dettori remporte son premier Prix de l'Arc de Triomphe devant Cloth of Stars et Order of St George[4]. L'épreuve se déroule sur l'hippodrome de Chantilly en raison des travaux de l'hippodrome de Longchamp[5],[6].

## Disparitions

### Hommes et femmes du monde hippique
- 2 janvier : Décès de Pierre Carrus, ancien directeur du PMU de 1968 à 1988[7].
- 19 novembre : Décès de la marquise de Moratalla, propriétaire espagnole[8], notamment de Potin d'Amour.

### Chevaux
- 11 janvier : Ursulo de Crouay, champion trotteur à l'attelé et au monté.